# Îles du Ponant
Îles du Ponant (en español Islas del Poniente) es el nombre de una asociación de colectividades que agrupa a quince islas del litoral atlántico francés y de la costa francesa del canal de la Mancha. Fue creada en abril de 1971.

## La asociación
Para formar parte de la asociación las islas deben:
- Estar pobladas de forma permanente.
- Tener estatus de colectividad local (por lo general una comuna).
- No estar unidas al continente por un enlace fijo (puente, túnel o carretera sumergible).

El objetivo de la asociación, financiada con fondos municipales, departamentales, regionales y europeos, es mantener la viabilidad de estas comunidades insulares. Centrándose para ello en tres áreas de actividad:
- Apoyo técnico y administrativo a las iniciativas municipales o privadas que afecten a las islas.
- Promoción turística conjunta.
- Animación y coordinación de iniciativas para sensibilizar las autoridades nacionales y europeas de los problemas específicos de las islas.

## Las islas
La asociación cuenta con 15 islas miembros repartidas entre las regiones de Poitou-Charentes, Bretaña y Normandía, siendo de norte a sur:

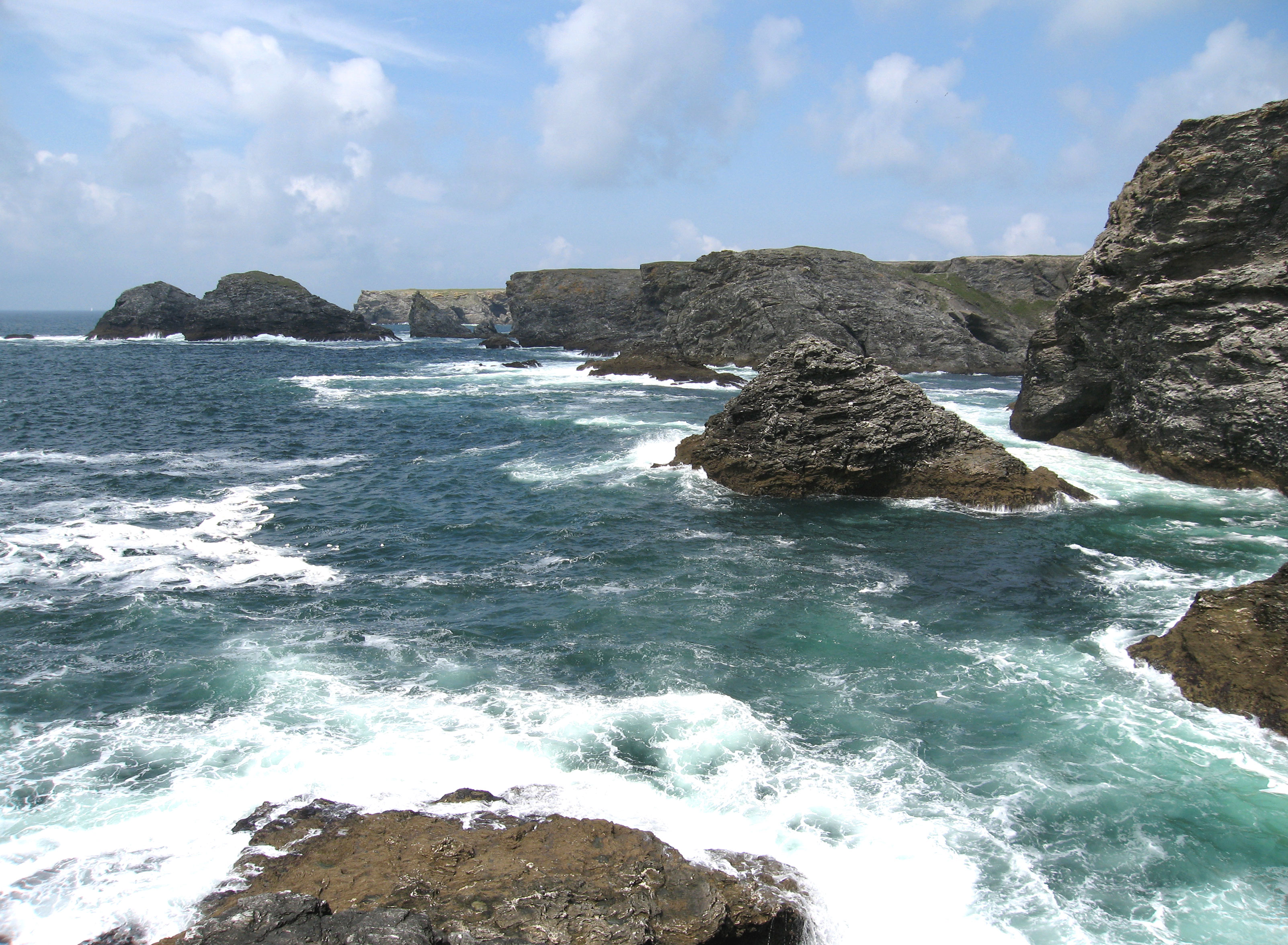
Acantilados en Belle-Île-en-Mer.

1. El archipiélago de Chausey, comuna de Granville
2. Île-de-Bréhat
3. L'île de Batz
4. La isla de Molène
5. La isla de Ouessant
6. La isla de Sein
7. El archipiélago de las Glénan, comuna de Fouesnant
8. Belle-Île-en-Mer
9. La isla de Groix
10. La isla de Houat
11. La isla de Hoëdic
12. La île d'Arz
13. La île-aux-Moines
14. La île d'Yeu
15. La île-d'Aix